# Martin Friedrich Curio
Martin Friedrich Curio (* etwa zwischen 1615 und 1620 in Jüterbog; † 18. November 1686 in Westerhüsen) war ein deutscher lutherischer Geistlicher. Er hielt die Leichenpredigt für den bekannten Magdeburger Domprediger Reinhard Bake.

## Leben
Er wurde als Martin Friedrich Korge geboren. Sein Großvater war evangelischer Pfarrer und hatte seinen Namen zeitweise in Curio latinisiert. Diesen Namen übernahm Martin Friedrich. Curio studierte von 1640 bis 1642 in Helmstedt. Er wurde am 19. Juni 1645 in Stendal ordiniert. Von 1645 bis 1647 war er als Pfarrer in Retzin tätig. Am 27. August 1645 heiratete er in Pritzwalk die aus Magdeburg stammende Anna Witte. Aus der Ehe gingen fünf Kinder hervor. 1647 übernahm Curio die Pfarrstelle an der Sankt-Stephanus-Kirche in Westerhüsen, südlich von Magdeburg. Die Belehnung war am 29. Juni 1647 erfolgt. Als Vertreter übernahm er auch die zum damaligen Zeitpunkt jedoch wüste Pfarrstelle an der Sankt-Gertraud-Kirche in Salbke. Salbke erhielt 1650 wieder einen eigenen Pfarrer. Die wirtschaftliche Situation der Pfarre war nach den Zerstörungen des Dreißigjährigen Kriegs verheerend. Bei einer Visitation im Jahr 1650 teilte er mit, dass ihm auch nach dreijähriger Dienstzeit seine Einnahmen unbekannt seien. Eine Buchhaltung führe die Kirchengemeinde nicht, da sie über keine Einnahmen verfüge.
Am 8. März 1657 hielt er die Leichenpredigt für den insbesondere durch die Ereignisse bei der Zerstörung Magdeburgs im Jahr 1631 bekannt gewordenen Domprediger Reinhard Bake, deren lateinischer Text überliefert ist.
Am 23. März 1664 überließ ihm das Domkapitel Magdeburg im Bereich der Wüstung Pötritz, südlich von Westerhüsen, unentgeltlich 211 Ellen Land, damit er dort zu besseren Versorgung seiner Person und Familie ein Wohn- und Gasthaus errichten konnte. 1670 verpachtete er das Gasthaus. Am 30. August 1669 pachtete er das Freigut Westerhüsens, den späteren Stöfflerschen bzw. Weibezahlschen Hof. In einem Visitationsprotokoll wird zu Curio ausgeführt, „er nehme zuweilen ungeräumte Händel vor“.
1676 erhielt Curio zur Unterstützung seiner Pfarrtätigkeit den Substituten Thomas Grauert, der später Curios Tochter Marie Sophie Elisabeth heiratete und 1681 Westerhüsen wieder verließ. Curio blieb bis zu seinem Tod 1686 Pfarrer in Westerhüsen. Er verstarb nach vielen Wochen Bettlägerigkeit sanft am 18. November 1686 morgens gegen 2 Uhr. 
Das von ihm geführte Kirchenbuch soll bei einem Brand vernichtet worden sein.